# Isola di Howen
L'isola di Howen (in russo: Остров Гоуэн, ostrov Gouėh) è una piccola isola russa nell'Oceano Artico che fa parte della Terra di Zichy nell'arcipelago della Terra di Francesco Giuseppe.
Fridtjof Nansen denominò l'isola in onore di Anton Christian Houen (1823-1894), mercante norvegese, uno dei maggiori sponsor della spedizione sulla nave Fram.

## Geografia
Isola di Howen si trova nella parte nord della Terra di Zichy, nel canale di Triningen, 2,5 km a nord della costa nord-orientale dell'isola di Karl-Alexander e circa 8 km a sud dell'isola di Hohenlohe; ha una forma allungata di circa 1,5 km, una larghezza di 150/200 m. L'isola è coperta dal ghiaccio. Poco distante, a nord-est si trovano le piccole isole di Coburg e Solovyov.